# David Macho
David Macho Gómez es un agente de historietistas español, nacido en La Coruña en 1974. Es uno de los más importantes del mercado estadounidense, donde representa a más de 20 autores. Como tal, negocia sus salarios y proyectos, pero también los orienta y aconseja estilísticamente.

## Biografía
David Macho comenzó su carrera en el mundo del cómic trabajando de traductor y articulista para editoriales como Planeta de Agostini y colaborando en Heroes Comic Con o Viñetas desde el Atlántico.
En 2001 realizó un primer viaje a la convención de cómics de San Diego, llevando consigo los portafolios de Ramon F. Bachs, Jesús Saiz y Fernando Blanco, para los que consiguió trabajo. Pronto se le sumaron los dibujantes Juan Ramón Cano Santacruz, Manuel García, David López, Francis Portela,  y entintadores como Raúl Fernández, etc.
Desde 2003, David Macho coordina también los invitados del Salón del Cómic de Barcelona.
En 2011, debutó como guionista con una historia corta en un especial de la JLA.

## Autores representados
- Ramon F. Bachs
- Jesús Saiz
- Fernando Blanco
- Javier Pina
- David López (2002-2010)[1]
- Francis Portela
- Juan Santacruz
- Manuel García
- Daniel Acuña
- Diego Olmos
- Al Barrionuevo
- Julián López
- Miguel Ángel Sepúlveda
- Pere Pérez
- CAFU
- Carlos Rodríguez
- Homs
- Andrés Guinaldo
- Miguel Munera
- Raúl Fernández (entintador)
- Santi Arcas (colorista)
- Maz!(colorista)
- Javi Mena (colorista)
- Marta Martínez (colorista)